# Museo Cantonale d’Arte

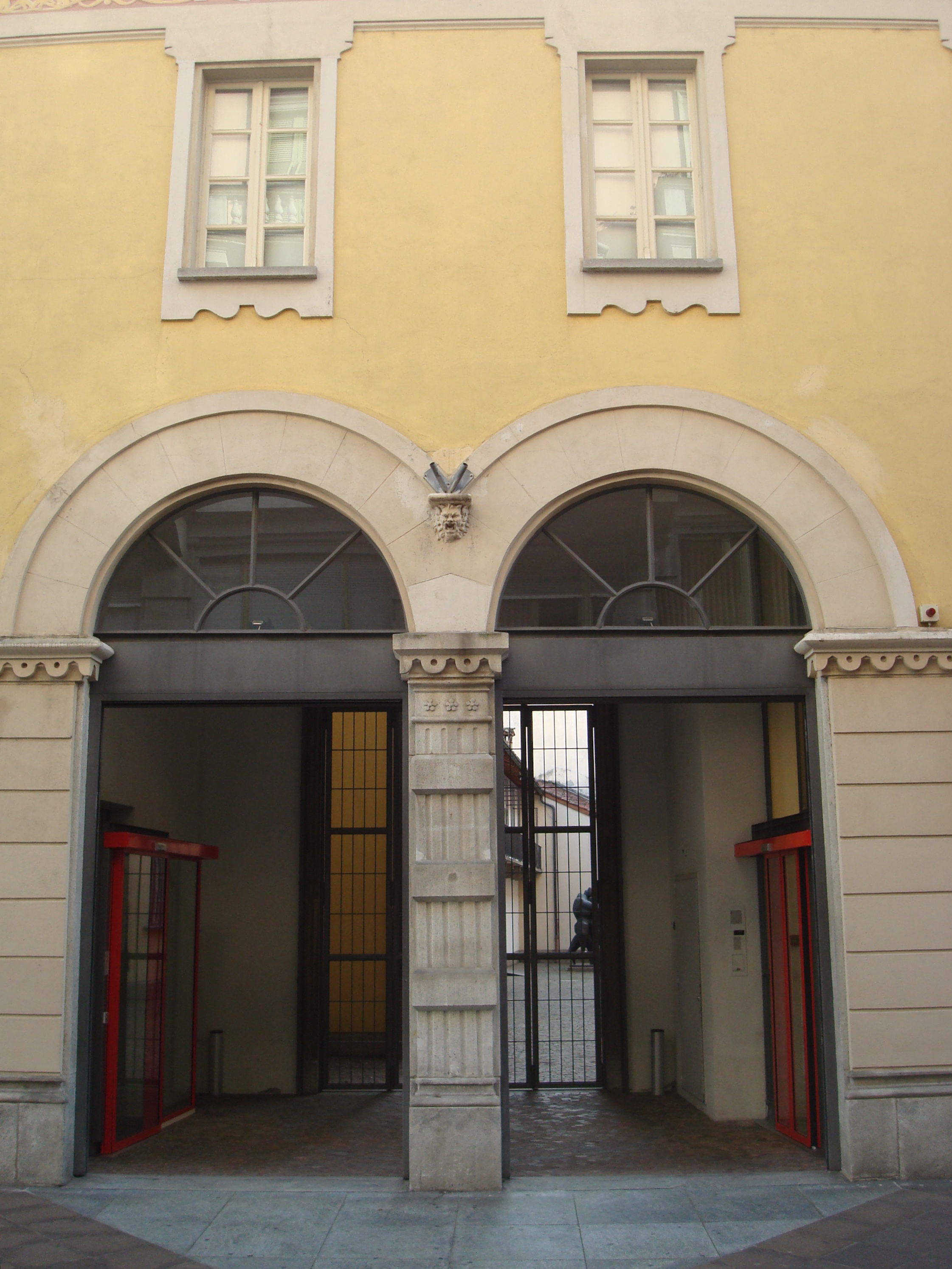
Der Eingang des Museums

Das Museo Cantonale d’Arte war ein Kunstmuseum in Lugano und für die wissenschaftliche Aufarbeitung der Kunstschätze des Kantons Tessin verantwortlich. Das Museum wurde 1987 eröffnet und 2015 mit dem Museo d’Arte der Stadt zum Museo d’arte della Svizzera italiana (MASI) zusammengelegt.

## Gebäude
Die Sammlungen von Kanton und Stadt sind im ehemaligen Stadtpalais Palazzo Reali aus dem 15. Jahrhundert untergebracht. Dieser befindet sich im Zentrum der Stadt in der Via Canova. Nach einer mehrjährigen Umbauphase wird es im Dezember 2019 als ein Standort des MASI wiedereröffnet.

## Sammlung
Der Schwerpunkt der Sammlung des Kantons liegt auf dem 19. und 20. Jahrhundert. Die Arbeiten stammen überwiegend aus Sammlungen aus dem Tessin. Besonderes Augenmerk legte das Museum auf die Künstler der italienischen Schweiz. Die Sammlung ist als «Kulturgut von nationaler Bedeutung der Kategorie A» in das Schweizerische Inventar (KGS) eingetragen.
Vertreten sind unter anderem Cuno Amiet, Hans Arp, Joseph Beuys, Max Bill, Paul Camenisch, Gianfredo Camesi, Carlo Carrà, Felice Casorati, Enzo Cucchi, Edgar Degas, Filippo De Pisis, Giovanni Battista Discepoli, Franz Eggenschwiler, Jean-Michel Folon, Achille Funi, Flor Garduño, Franz Gertsch, Willy Guggenheim, Ferdinand Hodler, Max Huber, Leiko Ikemura, Jasper Johns, Hans Peter Klauser, Paul Klee, Sol Lewitt, Urs Lüthi, Léo Maillet, Aristide Maillol, Filippo Tommaso Marinetti, Marino Marini, Gordon Mallet McCouch, Pier Francesco Mola, Marcello Morandini, Ben Nicholson, Meret Oppenheim, Gabriel Orozco, Giuseppe Antonio Petrini, Camille Pissarro, Anne und Patrick Poirier, Imre Reiner, Pierre-Auguste Renoir, Pipilotti Rist, Giovanni Pietro Rizzoli, Auguste Rodin, Ottone Rosai, Medardo Rosso, Richard Seewald, Mario Sironi, Sophie Taeuber-Arp, Jean Tinguely, Joseph Mallord William Turner und Italo Valenti.